# Zephania Kameeta

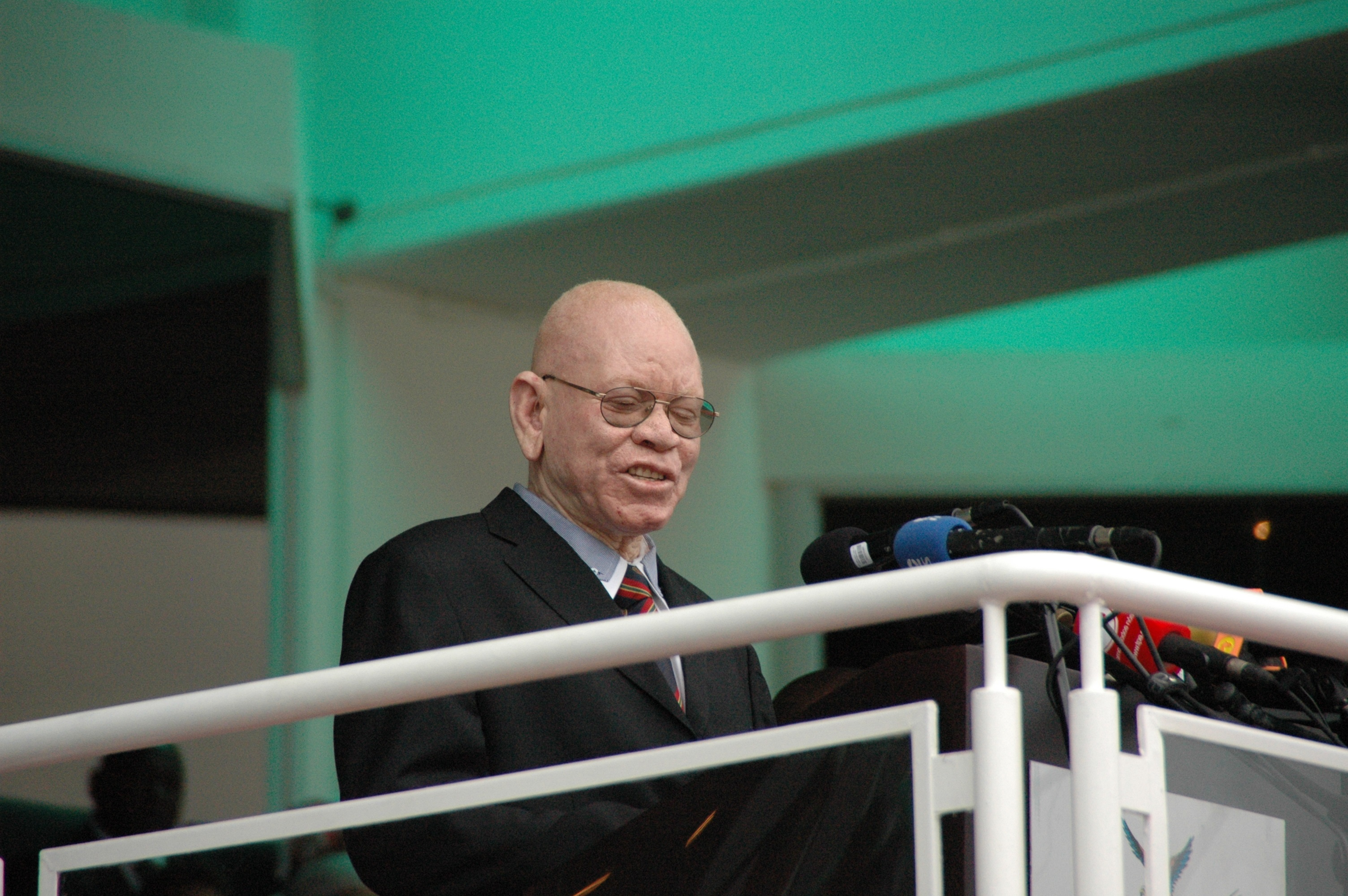
Kameeta bei Vereidigung von Präsident Hage Geingob im März 2015

Zephania Kameeta (* 7. August 1945 in Otjimbingwe, Südwestafrika) ist ein namibischer Politiker und Befreiungstheologe. Er war vom 20. Januar 2002 bis zum 3. November 2013 Bischof der Evangelisch-Lutherischen Kirche in der Republik Namibia (ELCRN).
Von März 2015 bis März 2020 war Kameeta Minister für Armutsbekämpfung und soziale Wohlfahrt.

## Leben
Nach einem Theologiestudium am Lutherischen Seminar Paulinum in seiner Heimatstadt Otjimbingue wurde Kameeta 1971 zum Pfarrer ordiniert. Von 1972 bis 1990 war er Mitglied der Kirchenleitung der ELCRN, deren stellvertretender Bischof er zwischen 1982 und 1989 war. Von 1978 bis 1981 war er Pastor in Lüderitz.
Von 1980 bis 1990 gehörte Kameeta der Kommission des Programms zur Bekämpfung des Rassismus des Ökumenischen Rates der Kirchen an.
Von 1977 bis 2002 war Kameeta Mitglied des Zentralkomitees der SWAPO, die seit 1990 die Regierung in Namibia bildet. Von 1990 bis 2000 war Kameeta stellvertretender Parlamentspräsident der Republik Namibia. Nach seinem Rücktritt war er Pfarrer in der lutherischen Gemeinde Maltahöhe im Süden Namibias, wo er nicht allein mit Armut und Hunger, sondern auch mit der AIDS-Pandemie konfrontiert wurde. Zahlreiche Familien verlieren hier durch AIDS die Möglichkeit, ihren Lebensunterhalt zu erarbeiten. Zephania Kameeta ist Befürworter eines Bedingungslosen Grundeinkommens.
Die Synode der ELCRN wählte Zephania Kameeta am 30. August 2001 auf ihrer Tagung in Tsumeb mit 91 der 124 abgegebenen Stimmen im ersten Wahlgang zum Nachfolger von Bischof Petrus Diergaardt.
Kameeta hat Albinismus.
Zephania Kameeta ist verheiratet und Vater von sechs Kindern.

## Auszeichnungen
- 1983: Ehrendoktorwürde des Wartburg Theological Seminary in Dubuque, Iowa.[4]
- 2004: Ehrendoktor der Kirchlichen Hochschule Wuppertal.[4]
- 2005: Peter-Beier-Preis der Evangelischen Kirche im Rheinland (gemeinsam mit Heidemarie Wieczorek-Zeul).

## Zitate
- Mein Ziel ist es, dass sich jede einzelne Gemeinde für die Versorgung der Kranken und der HIV/AIDS-Waisen in ihrer Gemeinschaft engagiert. Darin sehe ich eine meiner größten Aufgaben während meiner Zeit als Bischof. Zephania Kameeta im Interview mit Erika von Wietersheim, Korrespondentin der Lutherische Welt Information in Windhoek, 2003
- Glaube bedeutet, unbekannte Wege zu gehen, die an fremde Orte führen. Das ist es, was Gott an mir getan hat: er führt mich hindurch in der Zeit im Gefängnis, in extremen Erniedrigungen, in entwürdigenden Reisebeschränkungen innerhalb und außerhalb des Landes, bis hin zu meiner Zeit im Parlament, wo ich das zweithöchste Amt bekleidete, und dann in einer abgelegenen, armen kleinen Gemeinde in Maltahöhe. Zephania Kameeta auf der Landessynode der Ev. Kirche im Rheinland am 12. Januar 2006

## Schriften (Auswahl)
- Why, O Lord? Psalms and Sermons from Namibia. Weltkirchenrat, Genf 1986, ISBN 2-8254-0852-2.
- Im Wind der Befreiung. Grenzgänger zwischen Kirche und Politik. Reden, Meditationen, Texte. Herausgegeben von Jörg Baumgarten. Peter Hammer Verlag, Wuppertal 2004, ISBN 3-7795-0006-X.